# Freeport (Ohio)
Freeport è un villaggio degli Stati Uniti d'America, situato nello stato dell'Ohio, nella contea di Harrison.